# Gert Jan Timmerman
Gert Jan Timmerman (* 15. April 1956) ist ein niederländischer Schachspieler und der 15. Fernschachweltmeister.
Timmerman erlernte Schach verhältnismäßig spät, nämlich 1974, als 18-Jähriger. Er ist mehrfacher Meister von Rotterdam und seit 1985 FIDE-Meister. In der niederländischen Meesterklasse spielte er in der Saison 1997/98 sowohl in der ersten Mannschaft von Panfox/De Variant Breda, die Meister wurde, als auch in deren zweiten Mannschaft, in der Saison 1998/99 nur in der zweiten Mannschaft und in der Saison 2000/01 sowohl in der ersten Mannschaft, die Meister wurde, als auch in der zweiten Mannschaft. Von 2002 bis 2004 spielte er für VastNet Rotterdam, in der Saison 2004/05 wurde er erneut mit Breda niederländischer Mannschaftsmeister. Mit der zweiten Mannschaft von Breda nahm er auch am European Club Cup 1998 teil. In Deutschland spielte Timmerman von 2004 bis 2007 bei der SVG Plettenberg (unter anderem in der Saison 2006/07 in der 2. Bundesliga West) und spielt seit 2011 mit den SF Lilienthal in der niedersächsischen Verbandsliga Nord, in Belgien spielt er für den Koninklijke Oostendse Schaakkring.
1975 begann er mit Fernschach, 1981 nahm er erstmals an einer niederländischen Meisterschaft teil, die er auch gewinnen konnte. 1983 wurde er in dieser Disziplin wiederholt niederländischer Meister und brachte es 1986 zum Großmeistertitel, den ihm die ICCF verlieh. 2002 gewann er die 15. Fernschachweltmeisterschaft (12 aus 15), die 1996 gestartet war.
In der ICCF-Rangliste stand Timmerman im Juli 2007 mit einer Fernschach-Elo-Zahl von 2698 auf Platz 7. Seine Elo-Zahl beträgt 2170 (Stand: Dezember 2014), im Juli 1991 hatte er seine höchste Elo-Zahl von 2375.